# Фердинанд Ріттер фон Манн
Фердинанд Ріттер фон Манн Едлер фон Тіхлер (нім. Ferdinand Ritter von Mann Edler von Tiechler; 15 вересня 1891, Мюнхен — 8 грудня 1957, Швайг) — німецький офіцер, генерал-майор вермахту.

## Біографія
Син відставного майора Баварської армії і комісара з попереднього відбору коней Адольфа Ріттера фон Манна і його дружини Аліни, уродженої Гешель. Молодший брат генерал-лейтенанта люфтваффе Германа Ріттера фон Манна.
24 липня 1911 року вступив в 14-й піхотний полк Баварської армії. Учасник Першої світової війни, командир роти. Манн неодноразово постраждав під час війни; 25 серпня 1914 року був важко поранений осколками снаряда; з 12 липня по 20 жовтня 1915 року лікувався через загострення наслідків поранення в руку; 4-7 жовтня 1916 року переніс нервовий шок; 28 липня 1917 року отруївся газом; з 3 жовтня 1918 по 29 травня 1919 року хворів на малярію і тиф. В травні-липні 1919 році служив у мінометній роті фрайкору Еппа. Після демобілізації армії залишений в рейхсвері. 1 квітня 1934 року призначений в штаб комендатури Мюнхена, з 1 жовтня 1937 року — комендант. З 25 жовтня 1939 року — командир 109-го піхотного полку. З 1 лютого 1941 року — комендант штаб-квартири вермахту в Бухаресті, з 15 березня по 1 липня 1944 року — військовий комендант Бухареста. З 15 липня 1944 року — військовий комендант Мюнхена, одночасно з 14 вересня 1944 року — командир оборонного району «Центр» в 7-му військовому окрузі. З 23 квітня 1945 року — міський комендант Мюнхена. 25 квітня знятий з посади, а його повноваження були передані бойовому коменданту, групенфюреру СА Бернгарду Гофманну. 30 квітня взятий в полон американськими військами. В 1947 році звільнений.

## Звання
- Фанен-юнкер (24 липня 1911)
- Унтерофіцер (21 грудня 1911)
- Фенріх (7 березня 1912)
- Лейтенант без патенту (25 жовтня 1913) — 14 грудня 1916 року отримав патент від 29 жовтня 1912 року.
- Оберлейтенант (17 січня 1917) — 1 липня 1922 року отримав новий патент від 18 квітня 1916 року.
- Гауптман (1 лютого 1923)
- Майор (1 травня 1933)
- Оберстлейтенант (1 січня 1936)
- Оберст (1 червня 1938)
- Генерал-майор (1 квітня 1942)

## Нагороди
- Орден «За заслуги» (Баварія) 4-го класу з мечами (19 вересня 1914)
- Залізний хрест
  - 2-го класу (18 січня 1915)
  - 1-го класу (10 червня 1917)
- Галліполійська зірка (Османська імперія)
- Нагрудний знак «За поранення» в золоті
- Почесний хрест ветерана війни з мечами
- Медаль «За вислугу років у Вермахті» 4-го, 3-го, 2-го і 1-го класу (25 років)
- Застібка до Залізного хреста 2-го і 1-го класу
- Орден Зірки Румунії, командорський хрест з мечами (23 грудня 1941)[2]